# Salacia mennegana
Salacia mennegana är en benvedsväxtart som beskrevs av Lombardi. Salacia mennegana ingår i släktet Salacia och familjen Celastraceae. Inga underarter finns listade.